# حسين ناجي خيران
حسين ناجي خيران ضابط عسكري يمني، وهو يشغل منصب وزير الدفاع للحوثيون، بعد تعيينه في 22 مارس 2015 بعد فرار محمود الصبيحي إلى عدن والتقى بالرئيس هادي عبد ربه منصور هادي في عدن، ويقوم خيران بمهام القيادة المباشرة للوحدات العسكرية المتمردة على الرئيس هادي. وتداولت أخبار عن توليه الهجوم على جنوب اليمن ضد القوات الموالية للرئيس هادي في جنوب اليمن.
وكان خيران قائداً للواء الأول مشاة بحري في سقطرى (1993-2014). عينه الرئيس هادي، رئيس أركان القوات المسلحة اليمنية في ديسمبر 2014.